# Magnus Lindgren
Pour les articles homonymes, voir Lindgren.
Magnus Lindgren (né le 13 août 1974 à Västerås) est un musicien jazz suédois. Multi-instrumentiste, il est surtout connu comme saxophoniste, clarinettiste et flutiste. Il collabore ou a collaboré avec plusieurs personnalités telles James Ingram, Koop, Barbara Hendricks, Gregory Porter, Till Brönner, Nicola Conte, Marie Fredriksson et Ivan Lins.

## Biographie
Né en 1974, Magnus Lindgren commence le chant et la guitare en 1982, puis le saxophone en 1987. L'année suivante, il remplace un membre du groupe de son père, où il joue du saxophone, de la batterie, de la guitare et de la basse.
Après des études au Västerås Music College, il fréquente l'École royale supérieure de musique de Stockholm. À la même époque, il entame sa collaboration avec Soul Enterprise (en). À l'âge de 18 ans, il commence à travailler avec Herbie Hancock.
En 1995, il rejoint l'orchestre jazz de Stockholm. Il forme son quatuor actuel en 1997.
En 2001, Lindgren est désigné artiste jazz de l'année lors du Fasching (en). Il obtient également plusieurs autres prix. En 2003, il est choisi pour écrire la musique du banquet des Nobel.
Au printemps 2009, Lindgren lance l'album Batucada Jazz, mis en nomination pour un prix suédois, tout comme son album Fyra, lancé en septembre 2012.

## Discographie

### Albums
- 2013 : Souls
- 2012 : Fyra
- 2009 : Batucada Jazz
- 2007 : Brasil Big Bom
- 2005 : Music for the Neighbours
- 2003 : The Game
- 2001 : Paradise Open
- 2000 : Getxo Jazz
- 1999 : Way Out